# Uelzen
Uelzen (IPA: [ˈʏltsən]; in basso tedesco Ülz’n) è una città di 33 629 abitanti della Bassa Sassonia, in Germania.
È capoluogo del circondario omonimo.
Uelzen possiede lo status di "Comune indipendente" (Selbständige Gemeinde).

## Geografia fisica
Uelzen si trova in Bassa Sassonia, alla periferia della Landa di Luneburgo. La città si trova all'incrocio tra la direttrice nord-sud Amburgo-Hannover e l'asse ovest-est Berlino-Brema, sulle rive del fiume Ilmenau.

## Storia

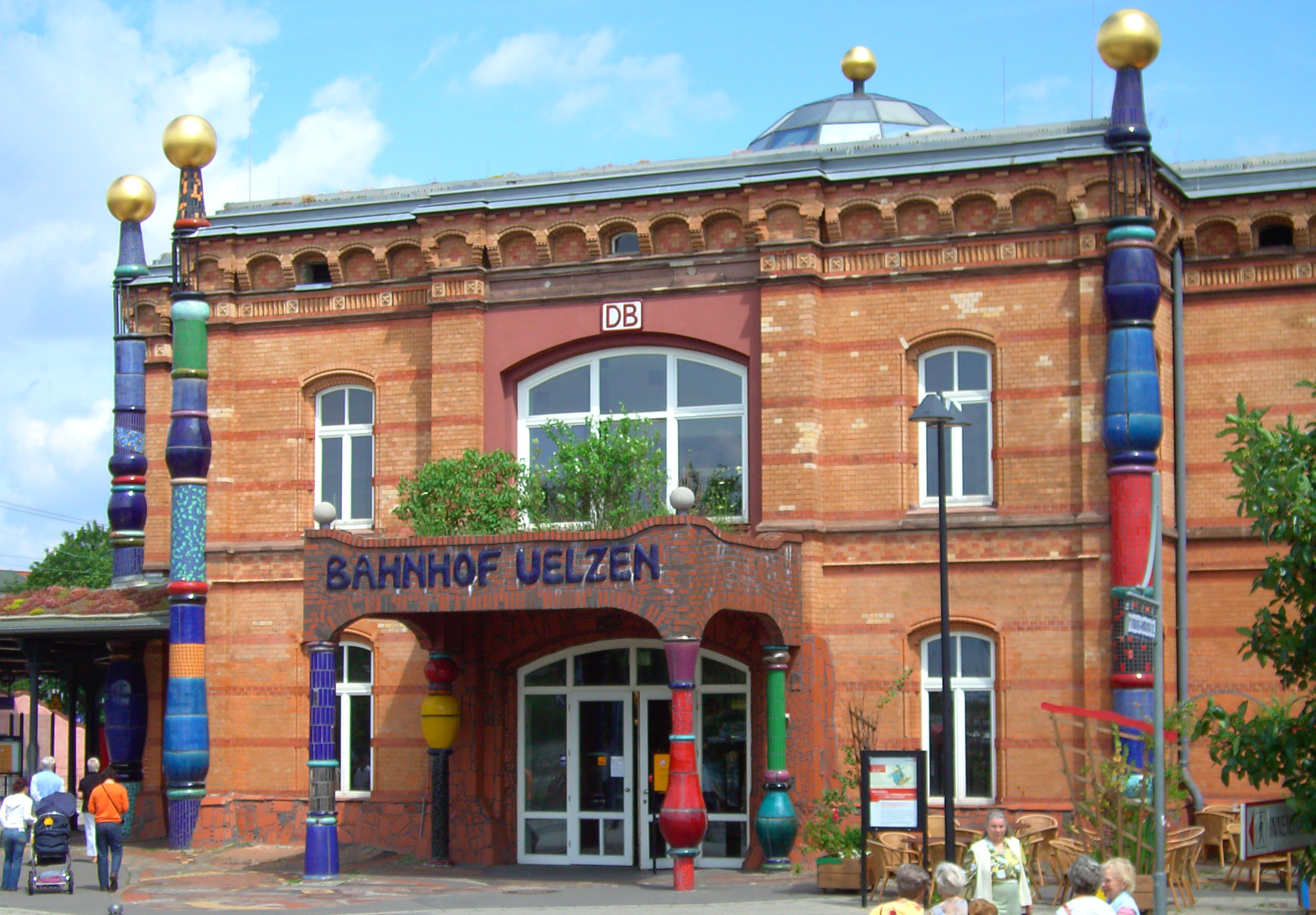
La stazione centrale di Uelzen creata dall'architetto Hundertwasser

La città fu fondata nel 1270 da cittadini in disaccordo con il vescovo di Verden, sulle rive dell'Ilmenau. Nel 1374 divenne membro della Lega Anseatica e godette di un costante sviluppo e prosperità fino al XVII secolo, quando fu distrutta da un grande incendio che ridusse in cenere gran parte della città. Fu rapidamente ricostruito, ma nel 1826 un altro incendio devastò Uelzen, distruggendo gran parte del centro storico. 
Ha subito devastazioni anche durante la Seconda Guerra Mondiale. Cinque bombardamenti, il 18 aprile 1944, il 10 novembre 1944, il 27 novembre 1944, il 22 febbraio 1945 e il 7 aprile 1945, distrussero o danneggiarono 1 362 edifici. Le vittime dei bombardamenti furono 186. 
Oggi la città ha un posto nell'architettura moderna grazie alla stazione ferroviaria progettata e costruita dall'architetto austriaco Friedensreich Hundertwasser.

## Economia
La città, che conta 35 000 abitanti, è il centro di un'area circostante di circa 100 000 residenti. Fa parte della regione metropolitana di Amburgo. È il centro di un'area di produzione e trasformazione di prodotti agricoli. È sede di piccole e medie imprese. Qui si trova il più grande impianto di produzione di zucchero della Germania. La regione di Uelzen è anche una regione dell'Obiettivo 1 dell'Unione europea.

## Amministrazione

### Gemellaggi
- Barnstaple
- Kobryn
- Tikaré